# NGC 6716
NGC 6716 (другие обозначения — OCL 46, ESO 592-SC5) — рассеянное скопление в созвездии Стрелец.
Этот объект входит в число перечисленных в оригинальной редакции «Нового общего каталога».